# 1270
Cette page concerne l'année 1270  du calendrier julien. Pour l'année 1270 av. J.-C., voir 1270 av. J.-C.
L'année 1270 est une année commune qui commence un mercredi.

## Événements
- 28 janvier : offensive des Mamelouks en Syrie (fin le 25 mai)[2].
- 25 mai : Baybars regagne le Caire pour défendre l'Égypte quand il apprend les préparatifs de la huitième croisade[2].
- Mai : le khan de Djaghataï Barak qui a envahi la Perse au début de l’année incendie Nichapur et rançonne Herat[3].

- 18 juillet : le roi de France débarque avec six mille hommes sur la plage de Carthage, près de Tunis, et met le siège devant la ville[1]. Durant l'été, le sultan d'Égypte Baybars rassemble ses troupes pour mener une expédition en Tunisie. Mais l’émir de Tunis Al-Mustansir lui annonce peu de temps après la mort du roi de France et le départ de ses troupes, en partie décimées par la guerre et la maladie[2].
- 22 juillet : le Djaghataïde Barak est battu et mis en déroute par Abaqa près de Herat[3].

- 10 août[4] : début de la tentative de reconstitution du royaume d'Aksoum en Éthiopie par Yekouno Amlak (jusqu'en 1285). Le pouvoir passe des Zagues aux Salomonides.

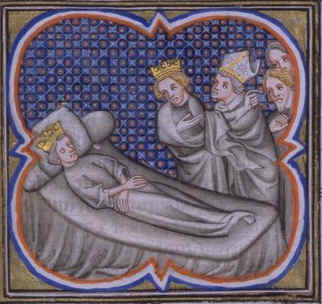
25 août : mort de Louis IX de France.

- 25 août : mort de Louis IX de France devant Tunis[1]. Le corps du roi de France est dépecé, bouilli dans du vin et les chairs sont séparées des os[5].

- 25 septembre : Baybars prend et rase la ville d'Ascalon[2].

- 30 octobre : traité de Tunis[6]. Charles d'Anjou retire ses troupes après avoir signé un traité favorable aux intérêts siciliens.
- 10 novembre : le prince Édouard d'Angleterre arrive à Tunis[7] au moment où les troupes françaises quittent le pays[8]. Il décide de se rendre en Terre sainte où il amène le sultan Baybars à accorder une nouvelle trêve aux Latins en 1271 (Neuvième croisade).
- 20 novembre : lors du retour en France de Philippe de Hardi, sa flotte est détruite par une tempête dans le port de Trapani[7].

- Le sultan de Delhi Balbân reconstruit les fortifications de Lahore contre les raids des Mongols[9].

### Europe
- 16 février : bataille de Karuse.

La Vierge et l'Enfant en majesté entourés de six anges, de Cimabue 1270, Musée du Louvre, Paris.

- Mars (ou 1269) : un séisme décrit par Georges Pachymère détruit la ville de Dyrrachium en Épire (Albanie actuelle). Les mouvements des sols font obstacle à l’écoulement des eaux vers la mer, constituant des marais. Les eaux stagnantes provoquent des épidémies de malaria[10].

- 3 mai : à la mort de Béla IV[11], le problème de la succession se pose à nouveau en Hongrie et l’anarchie féodale triomphe. Début du règne d'Étienne V de Hongrie (fin en 1272).
- 25 août : début du règne de Philippe III le Hardi, roi de France (jusqu'en 1285). Pierre de La Broce est confirmé dans son titre de chambellan du roi et devient son principal conseiller[12].
- 28 octobre[13] : Gênes passe au parti gibelin. Les Doria et les Spinola prennent le pouvoir. Les partisans des Grimaldi et des Fieschi sont chassés de la ville jusqu'en 1276.
- 5 décembre : début du règne de Henri Ier le Gros roi de Navarre et comte de Champagne (fin en 1273)[14].
- Début de la construction du prieuré de Montrond (Neuville-près-Sées)

- Fondation du comptoir génois de Caffa en Crimée par des marchands italiens[15].
- Le séfarade Itzhak ibn Sadoq devient amojarife major auprès du roi Alphonse X de Castille (fin en 1280). Il mène des opérations de banque[16].
- Éruption du Vésuve[17].
- Inauguration de l'horloge mécanique du Palais Royal de Paris[18].